# Branko Lustig
Branko Lustig (Osijek, 10. lipnja 1932. – Zagreb, 14. studenoga 2019.) bio je hrvatski producent i glumac židovskoga podrijetla.
Tijekom Drugoga svjetskog rata bio je interniran u koncentracijskim logorima Auschwitz i Bergen-Belsen. Prvi je Hrvat koji je kao najbolji producent nagrađen dvjema filmskim nagradama 'Oscar' i to 1993. godine za film Schindlerova lista te 2001. godine za film Gladijator. Dvostruki je dobitnik nagrade Zlatni globus za navedene filmove.

## Životopis

### Rani život
Branko Lustig je rođen u Osijeku, u tadašnjoj Kraljevini Jugoslaviji. Njegov otac, Mirko, bio je glavni konobar u Caféu osječkog hotela Central, a njegova majka, Vilma, bila je kućanica. Lustigovi djedovi i bake, za razliku od njegovih roditelja, bili su religiozni, stoga je redovito prisustvovao s njima na bogoslužju u Gornjogradskoj sinagogi.
Tijekom Drugoga svjetskog rata, kao dijete bio je dvije godine zatočen u Auschwitzu i Bergen-Belsenu. Većina članova njegove obitelji su nestali u koncentracijskim logorima diljem Europe, uključujući njegovu baku koja je ubijena u plinskoj komori, dok je njegov otac ubijen u Čakovcu, 15. ožujka 1945. godine. Lustigova majka preživjela je Holokaust pa se s njom ponovno sjedinio nakon rada. Na dan kada je oslobođen, imao je 30 kilograma. Lustig je svoje preživljavanje Auschwitza pripisao njemačkom časniku koji je igrom slučaja potjecao iz istog osječkog naselja iz kojeg je i Lustig. Slučajno je čuo Lustiga kako plače pa ga je pitao tko mu je otac. Ispalo je kako je časnik poznavao Lustigovog oca.

## Filmografija
Kao producent
- In Between Engagements (2014.)
- Američki gangster (2007.)
- Dobra godina (2006.)
- Kraljevstvo nebesko (2005.)
- Pad crnog jastreba (2001.)
- Hannibal (2001.)
- Gladijator (2000.)
- The Peacemaker (1997.)
- Schindlerova lista (1993.)
- Intruders (1992.)
- Wedlock (1991.)
- Drug Wars: The Camarena Story (1990.)
- War and Remembrance (1988.)
- The Winds of War (1983.)
- Događaj (1969.)

Kao glumac
- The Peacemaker kao muškarac s pudlicom (1997.)
- Schindlerova lista kao vlasnik noćnog kluba (1993.)
- Nikola Tesla kao viši inspektor (1977.)
- Seljačka buna kao donositelj krune za pogubljenje (1975.)
- S Karlom May u Orijentu kao Onbaschi (1963.)
- Kozara kao ranjeni Nijemac (1962.)

## Vanjske poveznice
- Branko Lustig u internetskoj bazi filmova IMDb-u (engl.)